# 張熠
张熠（482年—541年），《北史》作张耀，字景世，南北朝北魏至东魏的军事人物、官员，南阳郡西鄂县（今河南省南阳市卧龙区北）人，自称是东汉张衡的十世孙。
张熠在北魏初任奉朝请，升迁至扬州车骑府录事参军，后来又担任步兵校尉。在洛阳永宁寺塔的建造过程中，他的现场监督工作细致妥当、毫无疏漏，得到灵太后的赞赏，升任冠军将军、中散大夫。后来他担任别将，跟随长孙稚西征，之后转任平西将军、太中大夫，兼任关西都督，以功封为长平县开国男。528年，他被任命为平西将军、岐州刺史，兼任安西将军，不久后又加授抚军将军。他致力于救济贫苦百姓，深受民众爱戴。529年，张熠返回洛阳，恰逢元颢进入洛阳，朝廷命令他返回岐州，然而他却暗中进入了洛阳。元颢败亡，魏孝庄帝回到洛阳后，张熠担任镇南将军、东荆州刺史。530年，他被加授散骑常侍、征蛮大都督，转任荆州刺史，但因遇上尔朱兆进入洛阳，未能到荆州赴任。531年，他升任卫将军、金紫光禄大夫。534年，东魏建立后，根据右仆射高隆之与吏部尚书元世俊的上奏，朝廷决定拆除洛阳的宫殿，将木材运往邺都，张熠被推举担任这项工作的监督官。他在工作中勤勉努力，后担任营构左都将。539年，张熠升任卫将军。邺都宫殿建成后，他以卫将军的身份兼任东徐州刺史。541年，张熠在东徐州去世，享年六十。朝廷追赠为骠骑大将军、司空公、兖州刺史，谥号懿。他的儿子张孝直，在武定末年担任司空骑兵参军。